# Herb Alpert
Herbert «Herb» Alpert Goldberg (Los Ángeles, 31 de marzo de 1935) es un trompetista y cantante estadounidense conocido por formar parte del grupo Herb Alpert & The Tijuana Brass, Herb Alpert's Tijuana Brass o simplemente TJB. También es famoso por ser un ejecutivo de la industria fonográfica, es la letra "A" de A&M Records, un sello de grabación fundado junto a Jerry Moss en la década de 1960.
Los logros musicales de Alpert incluyen cinco números uno, veintiocho álbumes en las listas de Billboard, ocho Premios Grammy, catorce discos de platino y quince discos de oro. En 1996, Alpert había vendido 72 millones de álbumes en todo el mundo.

## Sus inicios y su carrera

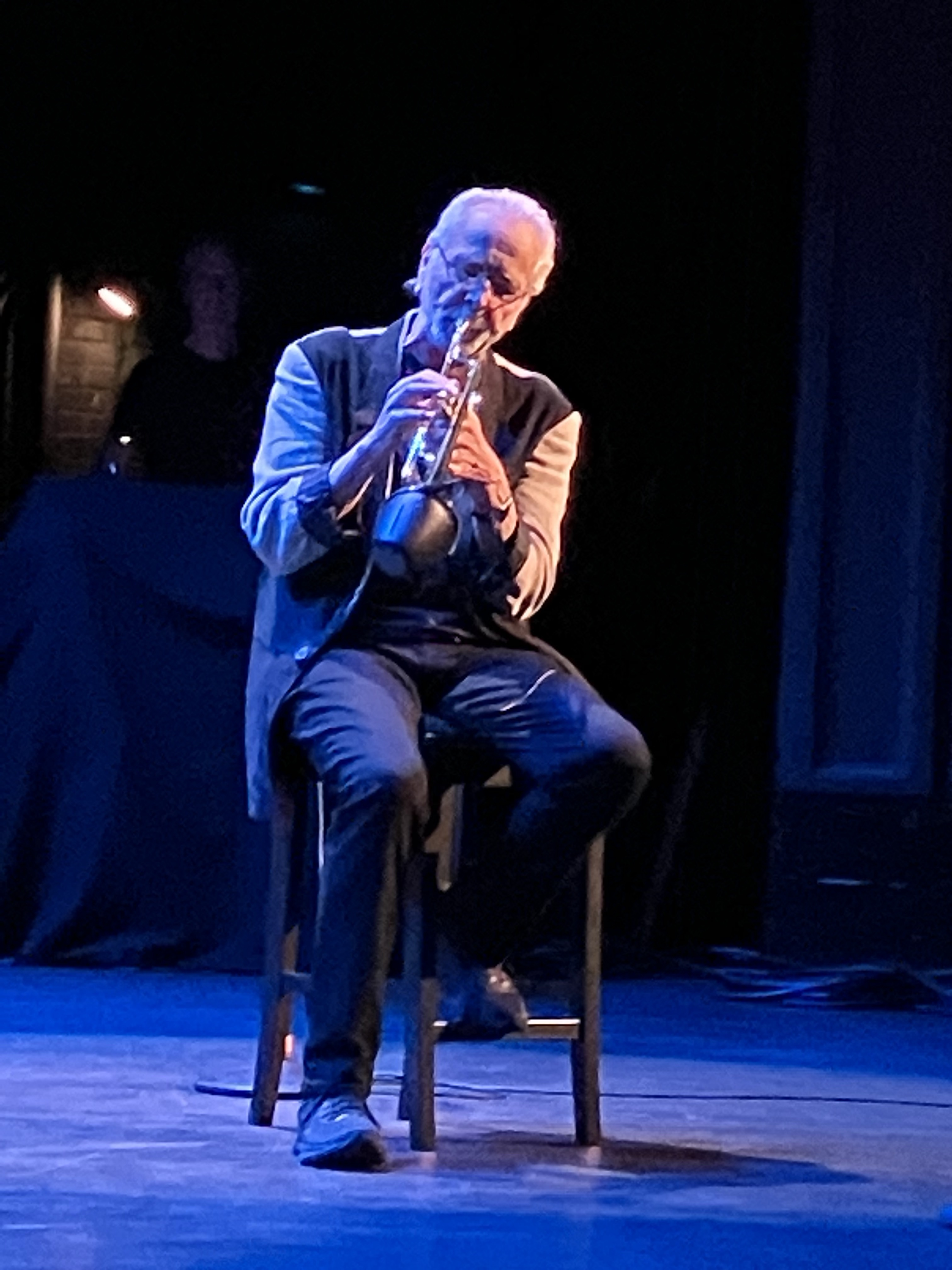
Herb Alpert played a sold-out concert at the McPherson Theatre in Victoria BC. Here is what the show looked like from backstage.

Nacido en Los Ángeles, California, Alpert empezó a recibir lecciones de trompeta a los ocho años y, siendo todavía adolescente, ya tocaba en bailes. Adquirió su primer magnetófono en la escuela secundaria, empezando a experimentar grabando con este equipo sencillo. Después de graduarse en la escuela secundaria de Fairfax en 1952, se unió al ejército norteamericano actuando frecuentemente en ceremonias militares. Después del servicio en el Ejército, Alpert probó suerte con actuaciones dramáticas, pero acabó dedicándose a la carrera musical. Mientras asistía a la Universidad de California del Sur en los años cincuenta, fue miembro de la USC Banda de Marcha de Troya durante dos años. Se graduó como Licenciado en Música (Bachelor of Music) en 1954.
En 1957, Alpert se asoció con Lou Adler, otro lírico emergente, como autor de Keen Records. Varias canciones escritas o coescritas por Alpert durante los siguientes dos años, llegaron a los mejores puestos de los veinte mejores hits, incluyendo Baby Talk, de Jan and Dean, Mundo Maravilloso, de Sam Cooke, y Alley-Oop de The Hollywood Argyles por Dante y The Evergreens. En 1960, Alpert empezó su carrera de grabaciones como vocalista de RCA Records bajo el nombre de Dore Alpert, dónde grabó sus primeras canciones.
"Tell It To The Birds" se grabó como primera versión en el sello de Alpert & Moss, Carnival Records. Cuando Herb & Jerry se dieron cuenta de que ya estaba en uso la denominación Carnival, su sello se convirtió en A&M Records.

## Los años con Tijuana Brass
Alpert preparó un pequeño estudio de grabación en su garaje, donde realizó un enmascarado "overdub" de la melodía "Twinkle Star", escrita por Sol Lake, quien después escribiría varias de las melodías originales del futuro Tijuana Brass. Durante una visita a Tijuana, Alpert escuchó un mariachi mientras asistía a una corrida de toros para ver torear a su amigo el torero Carlos Arruza. Posteriormente, Alpert declaró estar "inspirado y decidido a encontrar una manera de expresar musicalmente aquello que él sintió al ver la exacerbada respuesta de la muchedumbre a cada acto indroducido con fanfarria de trompetas". Alpert adaptó el estilo de la trompeta a la melodía, mezclando los aplausos de la muchedumbre y otros sonidos para recrear ambiente, y renombró la canción: "The Lonely Bull". Pagó de su propio bolsillo la grabación del "sencillo", y la difundió a través de la radio hasta que tuvo éxito y se convirtió en un Top Ten en 1962. Siguió rápidamente con su álbum de debut, The Lonely Bull por "Herb Alpert & the Tijuana Brass". La versión inicial de Tijuana Brass constaba de músicos de estudio. El corte del título alcanzó #6 en la Lista de Singles de Billboard. Este también fue el primer álbum de A&M (el número original era 101), pero se grabó en Conway Records.
A finales de 1964, debido a la creciente demanda de actuaciones en directo de Tijuana Brass, Alpert hizo una audición y contrató un grupo de músicos. Nadie de la banda era realmente hispano (el propio Herb es judío). Alpert decía a su público que el grupo constaba de "tres pastramis, dos bagels y un queso americano": John Pisano -guitarra eléctrica-, Lou Pagani -piano-, Nick Ceroli -batería-, Pat Senatore -guitarra baja-, Tonni Kalash -trompeta-, Herb Alpert -trompeta y voces-, y Bob Edmondson -trombón-. La banda debutó en 1965 y rápidamente se convirtió en uno de los grupos más cotizados, que realizaba una completa interpretación que incluía coreografías y actuaciones cómicas escritas por Bill ("José Jiménez") Dana.
El éxito de Tijuana Brass ayudó a nacer a otros grupo latinos, Julius Wechter (el viejo amigo de Alpert y el marimbero para los Brass) y la Banda Baja Marimba Band, y las ganancias le permitieron a A&M empezar a contar con un repertorio de artistas como Chris Montez y The Sandpipers. Wechter también contribuyó en varias canciones originales de los Brass, normalmente al menos uno por álbum, junto con los de otros amigos de Alpert, Sol Lake y Ervan "Bud" Coleman.
El estilo Tijuana's Marimba Brass ya creado por Herb Alpert & The Tijuana Brass, además de proponer todo un nuevo género, también se adoptó en otras bandas americanas, Chicago y Earth, Wind & Fire. Ambas alcanzarían los más altos puestos en los hits de los setenta y en los primeros años ochenta.
Grababan un álbum o dos cada año a lo largo de los años sesenta. La banda de Alpert también era destacada en especiales de televisión, cada uno centrado en interpretaciones de las canciones de su último álbum -esencialmente los primeros videoclips, hechos famosos después por MTV. El primer especial de Herb Alpert and the Tijuana Brass, patrocinado por la Singer Sewing Machine Company, se publicó el 24 de abril de 1967 en CBS.
El estilo de Alpert logró enorme popularidad con la difusión nacional que The Clark Gum Company dio a una de sus grabaciones en 1964, una versión de Sol Lake titulada "The Mexican Shuffle", qué se retituló "The Teaberry Shuffle" para anuncios de televisión. En 1965, Alpert grabó dos álbumes: Whipped Cream and Other Delights y Going Places. Whipped Cream vendió más de 6 millones de copias en los Estados Unidos. La portada del álbum es considerada un clásico. La modelo caracterizada Dolores Erickson lleva lo que aparentaba ser crema batida. En realidad, Erickson llevaba una manta blanca encima sobre la que se esparció, hábilmente colocada, crema de afeitar -la crema batida real se habría fundido bajo el calor de las luces del estudio-, aunque la crema de su cabeza es crema batida real. En los conciertos, cuando a Alpert le pedían la canción, decía "disculpen, no podemos tocar la portada para ustedes". La gracia fue parodiada por varios grupos incluso por Soul Asylum y por el cómico Pat Cooper para su Spaghetti Sauce and Other Delights. El sencillo incluido en el título cortó, "Lollipops and Roses" y "A Taste of Honey". El último ganó un Premio Grammy por Grabación del Año. Going Places ha producido cuatro singles más: "Tijuana Taxi", "Spanish Flea", "Third Man Theme" y "Zorba the Greek."
The Brass también interpretó la melodía de Bert Kaempfert "La Trompeta Feliz (The Happy Trumpet)" retitulándolo "Trompeta Mágica (Magic Trumpet)". La interpretación de Alpert contenía un compás que coincidía con otro de la melodía de la cerveza Schlitz, "cuando usted está fuera de Schlitz, está fuera de la cerveza". "La Melodía maltesa" era otra portada de Alpert de un original de Kaempfert. Otro uso comercial era una melodía llamada "El Garbanzo" que era destacado en algunos anuncios de Sunoco ("They're movin', they're movin', people in the know, they're movin' to Sunoco").
En 1967, the TJB hizo el tema principal de la película Casino Royale, compuesto por Burt Bacharach.
Muchas de las pistas de Whipped Cream y Going Places han tenido múltiples versiones, y aún se hacen; frecuentemente se usan como música ambiental en The Dating Game on the Game Show Network, especialmente los temas Whipped Cream, Spanish Flea y Lollipops and Roses.
Alpert and the Tijuana Brass ganaron seis premios Grammy. Quince de sus álbumes ganaron discos de oro y catorce, discos de platino. En 1966, el Libro Guinness de los Récords reconoció que Herb Alpert logró un nuevo récord poniendo cinco álbumes simultáneamente en la lista de álbumes de pop de Billboard, un logro que nunca se ha repetido. En abril de ese año, cuatro de esos álbumes estaban simultáneamente en el Top 10.
La falta de profundidad en la desautorizada biografía y material histórico sobre Alpert es algo curioso dado lo que se ha escrito sobre los únicos tres artistas de la música que lo superaron en los años sesenta - Elvis Presley, Frank Sinatra, y  The Beatles. Esto se explica quizás por la ausencia de sucesos violentos, dramáticos, o trágicos en su vida. Había, sin embargo, cientos de artículos escritos sobre Alpert por prensa especializada, periódicos y revistas de música.
El único sencillo de Alpert que fue número uno durante este periodo (y el primer corte de su sello A&M) fue: "Este Tipo Enamorado de Ti (This Guy's in Love with You)", creada recientemente por Burt Bacharach y Hal David en música y letra, que entonces todavía no tenía intérprete, y se la dieron a Alpert, que se lo dedicó a su primera esposa en un especial de Televisión CBS en 1968 titulado Beat of the Brass, ofreciendo un raro vocal. La secuencia se grabó en la playa en Malibu. No se pensaba que la canción se volviese a emitir, pero después del especial, los miles de llamadas telefónicas a CBS preguntando por Herb convencieron al dueño del sello de Alpert para lanzarlo como sencillo dos días después de que el show se emitiese. Las habilidades vocales de Alpert eran limitadas, pero esta canción era muy melódica y estaba hecha por un hacedor de éxitos como Bacharach. Herb la cantó con gran sentimiento y el éxito fue inmediato, como un acto de magia. El sencillo apareció en mayo de 1968, llegó a la cima de las listas en cuatro semanas y estuvo en lo más alto entre los mejores éxitos del año; inicialmente menospreciado por los críticos y los melómanos como un tema para amas de casa, la expresiva grabación de Alpert en "This Guy's in Love with You" se considera ahora como una de las baladas emblemáticas del pop y todo un clásico. En 1996 en el Salón Festivo Real de Londres, Noel Gallagher, de la popular banda Oasis realizó una versión de la canción, teniendo en el piano nada menos que a Burt Bacharach.

## Vida después de Tijuana Brass
Alpert disolvió la Tijuana Brass en el año 1969, pero grabó otro álbum para el grupo en 1971. En 1973, con algunos de los miembros originales de Tijuana Brass y otros nuevos, formó un grupo llamado the T.J.B. Esta nueva formación de los Brass grabó dos álbumes en 1974 y 1975 e hizo algunas giras. Alpert recombinó una tercera etapa con The Brass en 1984 después de que le invitasen a actuar para los atletas de los Juegos Olímpicos de Los Ángeles de 1984. La invitación llevó al álbum Bullish.
En los setenta, ochenta y noventa, Alpert disfrutó de una triunfal carrera solista. Tenía su éxito instrumental más grande, "Levantamiento (Rise)", del álbum del mismo nombre, que fue número uno en octubre de 1979 y ganó un Premio Grammy, y se probó después en 1997 canción de rap "Hipnotice" por el rapero difunto Notorious B.I.G. "Rise" también hizo a Alpert alcanzar el número 1 de las listas de sensillos de pop de Billboard  con un tema vocal y otro instrumental. La canción "Ruta 101 (Route 101)" extraída del álbum Fandango alcanzó el número 37 en Billboard en agosto de 1982; y al año siguiente en 1983 se popularizó en América Latina con el tema: "Quiereme tal como soy" (Love the way I am) que pertenece al disco antes mencionado. Alpert se bifurcó exitosamente al mundo de R&B con el éxito del álbum Keep Your Eye On Me en 1987, asociándose con productores Jimmy Jam y Terry Lewis en "Diamantes (Diamonds)" y "Haciendo el amor en la lluvia (Making Love In the Rain)" destacando las voces de Janet Jackson y Lisa Keith.
Desde 1962 hasta 1992 los artistas de Alpert firmaron para A&M Records y produjeron discos. Alpert descubrió la banda de la Costa Oriental We Five. Entre los artistas notables con quienes trabajó estuvieron Chris Montez, The Carpenters, Gino Vannelli, Sergio Mendes and Brasil '66, Bill Medley, Lani Hall -la segunda y actual esposa de Alpert-, y Janet Jackson, la vocalista destacada en el hit single de 1987 "Diamantes (Diamonds)". Estas relaciones laborales le han permitido a Alpert volverse un único manager de artistas para llevar singles al Top 10 en por lo menos tres décadas diferentes ('60, '70 y '80).
Alpert y su compañero Jerry Moss de A&M Records recibieron un Premio que Fideicomisarios de Grammy le otorgaron en 1997 por sus continuos logros en la industria discográfica como ejecutivos y el Premio Grammy de Logro Perpetuo en 2007.
Por su contribución a la industria discográfica, Herb Alpert tiene una estrella en el Salón de la Fama de Hollywood en el Boulevard Hollywood 6929. También  fueron introducidos en el Salón de la Fama del Rock and Roll el 13 de marzo de 2006 como no-actor por los logros perpetuos de su trabajo en A&M.

## Actualidad
Alpert continúa tocando su trompeta actualmente, pero también se dedica a su segunda carrera como pintor expresionista abstracto y escultor con exposiciones alrededor de los Estados Unidos. También ha trabajado como productor del teatro de Broadway, con su producción de los Ángeles de Tony Kushner en América ganando un premio Tony.
En los años ochenta creó la Fundación Herb Alpert y los Premios Alpert de las Artes con El Instituto de California de las Artes (CalArts). La Fundación apoya a la juventud y educación en artes así como los problemas medioambientales y fondo de auxilios la serie de PBS "Bill Moyers en la Fe y Razón."
Ha mantenido fondos para el grupo disidente cultural conocido como The Yesmen.
Aunque no ha lanzado un nuevo álbum desde 1999, "Herb Alpert and Colors", está controlando activamente la reedición de su biblioteca musical. En el 2000, Alpert adquirió los derechos de su música a Universal Music (los dueños actuales de A&M Records), en un pago legal y empezó la remasterización de sus álbumes para la reedición de sus discos compactos. En 2005, Shout! Factory empezó distribuyendo versiones remasterizadas digitalmente de A&M de Alpert, incluso un nuevo álbum, los Tesoros Perdidos (Lost Treasures), constando de material no grabado de los años de metal de Tijuana de Alpert. En la primavera de 2006, una versión remezclada del álbum Whipped Cream, titulado Whipped Cream and Other Delights: Re-Whipped se grabó y subió al #5 en la Lista de Billboard Contemporary Jazz.
Continúa siendo artista invitado para amigos como Gato Barbieri, Rita Coolidge, Jim Brickman, Brian Culbertson y David Lanz.
Sus canciones han estado en varios shows de TV como Saturday Night Live.
Alpert también se acreditó con un papel secundario en el video musical de Beastie Boys, "Ch-Check It Out," aunque él no aparecía.
Aparte de las reediciones, el Álbum de Navidad (Christmas Album) continúa estando disponible todos los años durante la época navideña.
Ha donado 30 000 000 dólares a UCLA, fundando la Escuela de Música Herb Alpert, y 24 000 000 (incluidos 15 millones en abril de 2008) al Instituto de California de las Artes (CALARTS) para su programa de música.

## Herb Alpert y su música en la cultura moderna

### «Beanbag»
La canción «Beanbag» es recordada en el Reino Unido como el tema musical para la muestra del juego física británico de larga carrera It's A Knockout.

### «Casino Royale»
El tema «Casino Royale» es destacado en Saturday Night Live durante la aparición del invitado Peyton Manning.

### «Hoy el aire huele a ti»
Participó junto a Luis Miguel en la canción «Hoy el aire huele a ti» del álbum 20 años.[cita requerida]

### «Rise»
El hit más grande de Alpert de su carrera post-TJB, «Rise», se usa como el gancho principal para el sencillo de Notorious B.I.G. "Hipnotice".

### «Route 101»
La canción "Route 101" fue la canción principal del show de juegos en Canal 9 (Argentina) "Seis para triunfar" durante los años 1984 y 1990. En Chile, fue usada en el programa 40 Principales de Radios Agricultura y La Clave y por TV en Teleonce al Despertar.

### «Spanish Flea»
«Spanish Flea» suena en el episodio llamado: The Otto Show de Los Simpson en el que Homer Simpson canta en su coche, mientras espera a Bart a la salida de un concierto de Spinal Tap, sin notar el alboroto de la policía entrando a la arena en masa. Esta canción ha aparecido cuatro veces en otros tantos episodios de la serie.
Algo de «Spanish Flea» es tocado en la película American Pie 2, en una escena en el campamento de la banda por un miembro del campamento con una trompeta.
«Spanish Flea» también es destacada en la película Perdita Durango con personajes interpretados por Javier Bardem y Rosie Pérez que secuestran a dos adolescentes para sus propósitos nefastos.
Así mismo, «Spanish Flea», aparece como música de fondo en la escena multipantalla, de la película Joker, interpretada por Joaquin Phoenix, cuya escena se da minutos después de asesinar a Murray Franklin, personaje interpretado por Robert De Niro.

### «The Lonely Bull»
En la película Matchstick Men el personaje de Nicholas Cage está tocando la canción «The Lonely Bull».
El grupo de rap, Delinquent Habits, utiliza como base la música de la canción «The Lonely Bull» en su tema «Tres Delincuentes».

### «Tijuana Taxi»
La canción «Tijuana Taxi» es interpretada en el episodio On a Clear Day I Can't See My Sister de la serie de televisión de dibujos animados Los Simpson. La canción también aparece en el episodio Bart Gets Hit By A Car cuando el Sr. Burns da testimonio cuando atropella a Bart.
En The King of Queens, el padre de Carrie, Arturo, baila la canción «Tijuana Taxi» con el disco que Carrie reemplazó (ella había roto el disco de Herb Alpert de su padre South of the Border hace 15 años) pone en el tocadiscos. Él baila hasta el final del episodio.
El equipo de fútbol Leyton Orient sale al comienzo de cada partido abajo las notas de «Tijuana Taxi». Ésta es una tradición anterior a la década de 1960 de origen desconocido.
La pista, «Tijuana Taxi», también puede escucharse en un episodio de Just Shoot Me, cuando Dennis comete muchos hechos de travesura.
En la película de 2020, de la Plataforma de Netflix, Bob Esponja: Al Rescate, durante la escena de presentación de la "Función de la Esponja y la Estrella", en el Salón Aqua, la banda de apoyo comienza a tocar la canción de Herb Alpert, Tijuana Taxi.

### «What Now My Love»
La banda de punk-rock, NOFX, hace una cover de una de sus canciones «What Now My Love» en su álbum en vivo 2007 They've Actually Gotten Worse Live!.

### Whipped Cream & Other Delights
La cubierta y el título del álbum de Clam Dip & Other Delights de Soul Asylum, es una parodia del álbum de Herb Alpert & The Tijuana Brass Whipped Cream & Other Delights. 
La canción «Whipped Cream» es usada en la escena de Shrek 1, donde Lord Farquaad escoge a la princesa Fiona.

## Discografía

### Con la Herb Alpert & The Tijuana Brass
- The Lonely Bull (1962) LP-101 (mono)/101S (stereo)
- Volume 2 (1963) LP-103/SP-103
- South of the Border (album)|South of the Border (1964) LP-108/SP-4108
- Whipped Cream & Other Delights (1965) LP-110/SP-4110
- Going Places (1965) LP-112/SP-4112
- What Now My Love (album)|What Now My Love (1966) LP-114/SP-4110
- S.R.O. (1966) LP-119/SP-4119
- Sounds Like... (1967) LP-124/SP-4124
- Herb Alpert's Ninth (1967) LP-134/SP-4134
- The Beat of the Brass (1968) SP-4146
- Christmas Album (TJB)|Christmas Album (1968) SP-4166; reissued as SP-3113
- Warm (1969) SP-4190
- Greatest Hits (1970) SP-4245
- The Brass Are Comin'  (1969) SP-4228
- Summertime (1971) SP-4314
- Solid Brass (recopilación) (1972) SP-4341
- Foursider (recopilación) (1973) SP-3521
- You Smile - The Song Begins (1974) SP-3620
- A Treasury of the Award-Winning Herb Alpert and the Tijuana Brass plus selections from the Baja Marimba Band (1974) Longines Symphonette LWS-500-505
- Coney Island (1975) SP-4521
- Greatest Hits Vol. 2 (recopilación) (1977) SP-4627
- Bullish (1984) SP-5022
- Classics Volume 1 (recopilación) (1986) CD-2501
- Lost Treasures (2005)
- Whipped Cream & Other Delights Rewhipped (2006) Shout Factory

### En solitario
- Just You and Me (1976) SP-4591
- Herb Alpert/Hugh Masekela (1978) SP-728
- Main Event Live! (1978) SP-4727
- Rise (Herb Alpert song)|Rise (1979) SP-4790
- Beyond (1980) SP-3717
- Magic Man (1981) SP-3728
- Fandango (1982) SP-3731
- Blow Your Own Horn (1983) SP-4919
- Wild Romance (1985) SP-5082
- Classics Volume 1 (1987)
- Keep Your Eye On Me (1987) SP-5125
- Under a Spanish Moon (1988) SP-5209
- My Abstract Heart (1989)
- North on South St. (1991)
- The Very Best Of Herb Alpert (recopilación de Tijuana Brass y material solo) (1991)
- Midnight Sun (1992)
- Second Wind (1996)
- Passion Dance (1997)
- Colors (1999)
- Definitive Hits (recopilación de Tijuana Brass y material solo) (2001)
- Anything Goes (Herb Alpert & Lani Hall) (2009)
- I Feel You (Herb Alpert & Lani Hall) (2011)
- In The Mood (2014)
- Come Fly With Me (2015)
- Human Nature (2016)